# سدیم دی‌کلروایزوسیانورات
سدیم دی‌کلروایزوسیانورات (به انگلیسی: Sodium dichloroisocyanurate) با فرمول شیمیایی C۳Cl۲N۳NaO۳ یک ترکیب شیمیایی است. که جرم مولی آن ۲۱۹٫۹۵ g/mol می‌باشد. 